# 柴矢俊彦
柴矢 俊彦（しばや としひこ、1955年 - ）は、日本の作曲家。

## 略歴
1955年、北海道生まれ。ジューシィ・フルーツのギタリストとしてデビューし、アミューズに所属していた。その後、作曲家として活動。
全国漁業協同組合連合会（JF全漁連）中央シーフードセンターのキャンペーンソングとして制作され、妻で歌唱指導家の柴矢裕美に提供したおさかな天国の作曲者としても知られる。

## 主な提供楽曲
- 衛藤利恵「faraway」
- ELIKA「Love Me,Smile For Me」
- 緒方恵美「風になりたい」
- 胡桃沢ひろ子「走っていたい 今、バルセロナへ」
- 小堺一機「退屈しない恋の条件」
- 小林旭「希望峰の見える駅」
- 柴矢裕美（妻）「おさかな天国」
- 高井麻巳子「白い影」
- 高橋由美子「Welcome！～ポップコーンLove～」
- 田中陽子「太陽のバースディ」
- 谷村有美「21世紀の恋人」
- 富田靖子「オレンジ色の絵葉書」「夜空のララバイ」「蒼い白書」「あなただけ…今晩は」「風の回転木馬～J.D.サリンジャーに捧ぐ～」「瑠璃色の雨」「それは彼女のグッバイ」
- 西尾えつ子「変な恋」
- 乃木坂46「スタイリッシュ」
- PINK SAPPHIRE「Pink-White X'mas」
- 深見梨加「せつなくていい」
- 藤井一子「刺青レイディ」「夏を止めて」
- 堀川亮「100万$のプロポーズ」
- 松田聖子「手のひらのSnowflake」
- 松本典子「いっぱいのかすみ草」「Memories」
- 三田寛子「3度目のHONESTY」
- 南野陽子「花束を壊して」「吐息でネット。」「カリブへ行きたい」「涙はどこへいったの」「僕らのゆくえ」「Dear Christmas」「へんなの!!」
- 持田真樹「ほほえみだけじゃ見えない」
- 渡辺満里奈「こんなふうに歌えたら」